# Michał Kłosiński
Michał Krzysztof Kłosiński (ur. 1986) – polski literaturoznawca i groznawca, doktor habilitowany na Uniwersytecie Śląskim w Katowicach.

## Biografia
Doktoryzował się w 2013 roku na Wydziale Humanistycznym Uniwersytetu Śląskiego w Katowicach rozprawą doktorską Baudrillard-Teoria-Literatura. Habilitację zdobył w 2019 roku rozprawą habilitacyjną Hermeneutyka gier wideo. Jest także autorem książki Przygody cyfrowego tułacza. Interpretacje groznawcze (2023), wydanej przy patronacie honorowym Polskiego Towarzystwa Badania Gier. Dyrektor Centrum Badań Groznawczych przy Uniwersytecie Śląskim.